# Ricardo Kishna
Ricardo Kishna (L'Aia, 4 gennaio 1995) è un ex calciatore olandese, di ruolo attaccante o centrocampista.

## Biografia
Kishna è nato all'Aia, nei Paesi Bassi, da padre originario del Suriname e madre olandese.
Nel 2015 è stato inserito nella lista dei migliori giovani nati dopo il 1994 stilata da Don Balón.

## Caratteristiche tecniche
Giocatore funambolico dotato di velocità, un buon sinistro, ottimi cross e dribbling. Gioca prevalentemente in attacco a sinistra per sfruttare il suo piede mancino, ma può anche disimpegnarsi su tutta la trequarti d'attacco.

## Carriera

### Club

#### Ajax
Inizia a giocare a calcio nel club dilettantistico del VUC, dove gioca fino al 2001 quando passa al club professionistico dell'ADO Den Haag, con il quale gioca per quasi 9 anni fino a quando non viene ceduto al club più blasonato dei Paesi Bassi: l'Ajax. Proprio con i Lancieri, il 13 maggio 2011, firma il suo primo contratto da professionista con scadenza 30 giugno 2014.
Gioca nelle giovanili del club fino al 2014 quando viene promosso nel Jong Ajax, la seconda squadra composta perlopiù da giovani. L'esordio arriva il 17 gennaio dello stesso anno, in occasione della trasferta persa, per 4-0, contro l'Emmen; il giovane attaccante olandese disputa la partita da titolare per poi essere sostituito a partita in corso dal compagno di squadra Abdel Malek El Hasnaoui. Il 10 febbraio successivo invece arriva anche la prima rete con la maglia dello Jong Ajax, in occasione della partita casalinga vinta, per 4-1, contro il Venlo; Kishna in tale occasione ha siglato il momentaneo 2-1. Grazie alle sue buone prestazioni con la maglia dei Giovani Lancieri, il 20 febbraio arriva l'esordio in prima squadra in occasione della partita d'andata, dei sedicesimi di finale di Europa League, contro gli austriaci del Salisburgo; subentra, al 60º minuto, al compagno di squadra Kolbeinn Sigþórsson. Tre giorni più tardi arriva anche l'esordio nel massimo campionato olandese, in occasione della partita casalinga, vinta per 4-0, contro l'AZ Alkmaar; in tale occasione sigla anche il suo primo gol con la maglia dell'Ajax mettendo a segno il gol del momentaneo 3-0. Il 20 aprile 2014, scendendo anche in campo a 10 minuti dalla fine, perde la finale di Coppa d'Olanda poiché l'Ajax viene battuto, per 5-1, dallo Zwolle. Il primo titolo arriva il 18 maggio successivo quando, alla conclusione del campionato, l'Ajax vince il titolo di campione d'Olanda piazzandosi al 1º posto davanti al Feyenoord. A fine stagione totalizza: con la maglia dell'Ajax 10 presenze e 1 rete, mentre con lo Jong Ajax 6 presenze e 2 reti.
Nella stagione 2014-2015 viene ufficialmente promosso in prima squadra disputando solo 3 partite, dove mette a segno 1 rete, con la seconda squadra. Il 30 settembre 2014 disputa la sua prima partita di Champions League in occasione del match, nella fase a gironi, pareggiato, per 1-1,  contro i ciprioti dell'APOEL. Il 15 febbraio 2015 mette a segno la sua prima doppietta in carriera mettendo a segno le reti prima del 3-2 e poi del 4-2 finale in favore della sua squadra nella partita contro il Twente. Il 17 maggio successivo perde il campionato poiché l'Ajax si piazza al 2º posto dietro il PSV. Nella sua seconda e ultima stagione in Olanda mette insieme un bottino di 38 presenze e 6 reti, ma ha anche dei contrasti con l'allenatore Frank de Boer che lo portano a chiedere e ottenere il trasferimento.

#### Lazio e i vari prestiti
Il 29 luglio 2015 passa, a titolo definitivo per una cifra vicina ai 4 milioni di euro, al club italiano della Lazio. L'esordio con la maglia biancoceleste arriva l'8 agosto successivo in occasione della sconfitta nella Supercoppa italiana 2015, per 2-0, contro i Campioni d'Italia della Juventus. Il 22 agosto 2015, in occasione della sua prima partita in Serie A, sigla la sua prima rete con la maglia biancoceleste firmando il momentaneo 2-0 sul Bologna; la partita si chiuderà sul risultato di 2-1. Chiude la sua prima stagione con la maglia della Lazio con un bottino di 16 presenze e 2 reti.
Il 31 gennaio 2017 viene ceduto, a titolo temporaneo, al club francese del Lilla. L'esordio arriva il 4 febbraio successivo in occasione della partita casalinga persa, per 0-1, contro il Lorient. Chiude l'esperienza francese con un bottino di 13 presenze.
Il 31 agosto 2017, una volta tornato dal prestito al Lilla, Kishna viene girato con la stessa formula all'ADO Den Haag tornando così in patria dopo due anni. L'esordio arriva il 9 settembre successivo in occasione della trasferta vinta, per 1-2, contro il Willem II. Il 17 settembre durante la partita casalinga contro l'Ajax, sua ex squadra, dopo essere subentrato a partita in corso al compagno di squadra Elson Hooi, si rompe il legamento crociato del ginocchio. Seguirà un lunghissimo stop con problemi muscolari e psicologici con depressione e attacchi di ansia che compromettono il pieno recupero. Non riuscirà a ritrovare continuità e piena forma fisica scendendo in campo una sola volta, con la squadra riserve dell'ADO nel gennaio del 2019.
Tornato all’ADO dopo la fine dell’esperienza con la Lazio, dopo 1168 giorni di assenza, Kishna torna a disputare una partita ufficiale il 28 novembre 2020 contro l’Heerenveen subentrando all'infortunato David Philipp al minuto 28 e dalla settimana seguente ritrova il posto da titolare.

## Statistiche

### Presenze e reti nei club
| Stagione            | Squadra             | Campionato          | Campionato | Campionato | Coppe nazionali | Coppe nazionali | Coppe nazionali | Coppe continentali | Coppe continentali | Coppe continentali | Altre coppe | Altre coppe | Altre coppe | Totale | Totale |
| Stagione            | Squadra             | Comp                | Pres       | Reti       | Comp            | Pres            | Reti            | Comp               | Pres               | Reti               | Comp        | Pres        | Reti        | Pres   | Reti   |
| ------------------- | ------------------- | ------------------- | ---------- | ---------- | --------------- | --------------- | --------------- | ------------------ | ------------------ | ------------------ | ----------- | ----------- | ----------- | ------ | ------ |
| 2013-2014           | Jong Ajax           | 1D                  | 6          | 2          | -               | -               | -               | -                  | -                  | -                  | -           | -           | -           | 6      | 2      |
| 2014-2015           | Jong Ajax           | 1D                  | 3          | 1          | -               | -               | -               | -                  | -                  | -                  | -           | -           | -           | 3      | 1      |
| Totale Jong Ajax    | Totale Jong Ajax    | Totale Jong Ajax    | 9          | 3          |                 | -               | -               |                    | -                  | -                  |             | -           | -           | 9      | 3      |
| 2013-2014           | Ajax                | ED                  | 8          | 1          | CO              | 1               | 0               | UCL+UEL            | 0+1                | 0                  | SO          | 0           | 0           | 10     | 1      |
| 2014-2015           | Ajax                | ED                  | 26         | 5          | CO              | 3               | 1               | UCL+UEL            | 4+4                | 0                  | SO          | 1           | 0           | 38     | 6      |
| Totale Ajax         | Totale Ajax         | Totale Ajax         | 34         | 6          |                 | 4               | 1               |                    | 9                  | 0                  |             | 1           | 0           | 48     | 7      |
| 2015-2016           | Lazio               | A                   | 11         | 2          | CI              | 0               | 0               | UCL+UEL            | 1+3                | 0                  | SI          | 1           | 0           | 16     | 2      |
| 2016-gen. 2017      | Lazio               | A                   | 5          | 0          | CI              | 0               | 0               | -                  | -                  | -                  | -           | -           | -           | 5      | 0      |
| gen.-giu. 2017      | Lilla               | L1                  | 11         | 0          | CF+CdL          | 2+0             | 0               | UEL                | 0                  | 0                  | -           | -           | -           | 13     | 0      |
| 2017-2018           | ADO Den Haag        | ED                  | 2          | 0          | CO              | 0               | 0               | -                  | -                  | -                  | -           | -           | -           | 2      | 0      |
| 2018-2019           | ADO Den Haag        | ED                  | 0          | 0          | CO              | 0               | 0               | -                  | -                  | -                  | -           | -           | -           | 0      | 0      |
| 2019-giu. 2020      | Lazio               | A                   | 0          | 0          | CI              | 0               | 0               | UEL                | 0                  | 0                  | SI          | 0           | 0           | 0      | 0      |
| Totale Lazio        | Totale Lazio        | Totale Lazio        | 16         | 2          |                 | -               | -               |                    | 4                  | 0                  |             | 1           | 0           | 21     | 2      |
| 2020-2021           | ADO Den Haag        | ED                  | 16         | 0          | CO              | 0               | 0               | -                  | -                  | -                  | -           | -           | -           | 16     | 0      |
| 2021-2022           | ADO Den Haag        | EE                  | 21+2       | 4+0        | CO              | 3               | 0               | -                  | -                  | -                  | -           | -           | -           | 26     | 4      |
| 2022-2023           | ADO Den Haag        | EE                  | 21         | 0          | CO              | 1               | 0               | -                  | -                  | -                  | -           | -           | -           | 22     | 0      |
| Totale ADO Den Haag | Totale ADO Den Haag | Totale ADO Den Haag | 62         | 4          |                 | 3               | 0               |                    | -                  | -                  |             | -           | -           | 65     | 4      |
| Totale carriera     | Totale carriera     | Totale carriera     | 132        | 15         |                 | 10              | 1               |                    | 13                 | 0                  |             | 2           | 0           | 157    | 16     |

## Palmarès

### Club
- Campionato olandese: 1

Ajax: 2013-2014